# Sistema de nomenclatura de Hantzsch-Widman
El sistema de nomenclatura de Hantzsch-Widman, a veces denominado también sistema Hantzsch-Widman-Patterson (por Arthur Hantzsch, Oskar Widman y Austin M. Patterson), es un sistema de nomenclatura para compuestos químicos heterocíclicos. La nomenclatura se compone de dos partes, uno o más prefijos que denotan los heteroátomos y un sufijo que se refiere al tamaño del anillo, la saturación y, a veces, también al heteroátomo. Además de los nombres sistemáticos, existen nombres triviales para ciertos compuestos que existían antes de que se introdujera la nomenclatura y que aún se prefieren. Los heteromonociclos con un tamaño de anillo >10, así como los heterociclos con puente y espiro no fusionados simples se nombran utilizando la nomenclatura de sustitución (nomenclatura "a").

## Historia
En 1887 y 1888, Arthur Hantzsch y Oskar Widman, independientemente el uno del otro, establecieron por primera vez las reglas para la nomenclatura de los compuestos heterocíclicos. La idea básica de una combinación de prefijos para los diversos heteroátomos y un sufijo para el tamaño del anillo era idéntica para ambos y todavía se usa en la actualidad. Las diferencias radican en detalles, como el orden en que se enumeran los heteroátomos. Inicialmente, el sistema incluye solo los anillos de cinco y seis miembros que contienen oxígeno, azufre, selenio y nitrógeno. Luego se extendió a otros heteroátomos y tamaños de anillos. En 1940, Austin M. Patterson publicó el primer resumen sistemático de la nomenclatura.
La nomenclatura Hantzsch-Widman se incluyó oficialmente en la nomenclatura IUPAC en 1957. Posteriormente también se realizaron varios cambios, por ejemplo el boro, que inicialmente no pertenecía, se incluyó en la nomenclatura como posible heteroátomo.

## Sistemática de la nomenclatura
Los nombres de los heterociclos formados con la nomenclatura de Hantzsch-Widman constan de localizadores, que determinan las posiciones de los heteroátomos, prefijos para los heteroátomos y sufijos, que dependen del número de átomos del anillo y de sus enlaces entre sí.

### Prefijo
Cada heteroátomo se denota por su nombre de raíz, seguido de una "a" como afijo (la llamada nomenclatura "a", ver tabla). Para heterociclos que contienen más de un heteroátomo, el orden de los heteroátomos individuales está claramente determinado por prioridades basadas en la posición del elemento en la tabla periódica. Cuanto mayor sea el número de grupo de un elemento, mayor será la prioridad. Dentro de un grupo, los elementos con menor número atómico tienen prioridad. Esto da como resultado la prioridad más alta para el flúor y otros halógenos, mientras que los metales tienen una prioridad baja (F > Cl > Br > I > O > S > Se > Te > N > ...). Si la siguiente sílaba del nombre compuesto comienza con una vocal, generalmente se omite la "a". Si hay más de un heteroátomo del mismo tipo en el sistema, se usa un prefijo numérico como Di para dos o Tri para tres átomos.
| Elemento  | Símbolo | Prefijo |
| --------- | ------- | ------- |
| Flúor     | F       | Fluora  |
| Cloro     | Cl      | Clora   |
| Bromo     | Br      | Broma   |
| Iodo      | I       | Ioda    |
| Oxígeno   | O       | Oxa     |
| Azufre    | S       | Tia     |
| Selenio   | Se      | Selena  |
| Telurio   | Te      | Telura  |
| Nitrógeno | N       | Aza     |
| Fósforo   | P       | Fosfa   |
| Arsénico  | As      | Arsa    |

| Elemento  | Símbolo | Prefijo |
| --------- | ------- | ------- |
| Antimonio | Sb      | Estiba  |
| Bismuto   | Bi      | Bisma   |
| Silicio   | Si      | Sila    |
| Germanio  | Ge      | Germana |
| Estaño    | Sn      | Estanna |
| Plomo     | Pb      | Plumba  |
| Boro      | B       | Bora    |
| Galio     | Ga      | Galia   |
| Indio     | In      | Indiga  |
| Talio     | Tl      | Talia   |
| Mercurio  | Hg      | Mercura |

### Sufijos
Los sufijos dependen del tamaño del anillo y de la saturación (número de dobles enlaces) en el sistema de anillos. Los compuestos saturados no tienen dobles enlaces en el anillo, los compuestos insaturados tienen el máximo número de dobles enlaces no acumulados. En algunos casos, el tipo de heteroátomo también influye en el sufijo. Especialmente con los anillos de seis miembros, se hace una distinción en cuanto a cuál es el último heteroátomo mencionado en el anillo. Para este propósito, los heteroátomos se dividen en tres grupos. El grupo A incluye oxígeno, azufre, selenio, telurio, bismuto y mercurio, en el grupo B se encuentran nitrógeno, silicio, germanio, estaño y plomo, y en el grupo C se encuentran boro, flúor, cloro, bromo, yodo, fósforo, arsénico y antimonio. Hay excepciones en la nomenclatura de anillos saturados que contienen nitrógeno con un tamaño de anillo de tres, cuatro y cinco átomos. Para estos se utilizan las terminaciones -iridina (para anillos de tres miembros), -etidina (para anillos de cuatro miembros) y -olidina (para anillos de cinco miembros). Desviándose de la nomenclatura, el sufijo -irina se usa para anillos de tres miembros insaturados que contienen nitrógeno.
| Tamaño de anillo | Sufijo anillo insaturado | Sufijo anillo insaturado | Sufijo anillo saturado | Sufijo anillo saturado |
| ---------------- | ------------------------ | ------------------------ | ---------------------- | ---------------------- |
| 3                | -ireno                   | -irina                   | -irano                 | -iridina               |
| 4                | -eto                     | -eto                     | -etano                 | -etidina               |
| 5                | -ol                      | -ol                      | -olano                 | -olidina               |
| 6 (A)            | -ina                     | -ina                     | -ano                   | -ano                   |
| 6 (B)            | -ina                     | -ina                     | -inano                 | -inano                 |
| 6 (C)            | -inina                   | -inina                   | -inano                 | -inano                 |
| 7                | -epina                   | -epina                   | -epano                 | -epano                 |
| 8                | -ocina                   | -ocina                   | -ocano                 | -ocano                 |
| 9                | -onina                   | -onina                   | -onano                 | -onano                 |
| 10               | -ecina                   | -ecina                   | -ecano                 | -ecano                 |

Notas A:
1. ↑  Para anillos insaturados con N como único heteroátomo.
2. 1 2 3  Para anillos saturados que contienen nitrógeno.
3. ↑  El último heteroátomo es O, S, Se, Te, Po, Bi o Hg
4. ↑  El nombre oxina no debe usarse para pirano ya que es el nombre común de 8-hidroxiquinolina.
5. ↑  El último heteroátomo es N, Si, Ge, Sn o Pb
6. ↑  El nombre azina no debe usarse para piridina ya que es un grupo de sustancias con una unidad =N-N=.
7. ↑  El último heteroátomo es F, Cl, Br, I, P, As, Sb, B, Al, Ga, In o Tl

### Localizadores
Las posiciones de los heteroátomos en el anillo están dadas por localizadores. Esto se elige de tal manera que el heteroátomo con la prioridad más alta (que se menciona primero en el nombre) obtenga la posición 1. Luego se numeran de tal manera que a los heteroátomos se les asignan los dígitos más bajos posibles. Los localizadores se anteponen al nombre, se separan con comas y se separan del nombre con un guion.

numeración posible
1,2,4-Triazina (correcto)
1,2,5-Triazina (incorrecto)
1,3,4-Triazina (incorrecto)
1,4,5-Triazina (incorrecto)

## Ejemplos de heterociclos
Si hay varios heteroátomos en un compuesto heterocíclico, los prefijos individuales de cada heteroátomo se enumeran uno tras otro. Si a un prefijo/sufijo le sigue una vocal, la "A" final queda fuera. Con este sistema también es posible nombrar compuestos cíclicos que no tienen átomos de carbono. En el caso de que varios heteroatomos requieran diferentes sufijos, el sufijo utilizado se basa en el átomo con la prioridad más baja, que por lo tanto es el último.

1,3-Oxazol, no 1,3-Oxaazaol
1,4,2-Oxazafosfolidina, no 1,4,2-Oxaazafosfolidina
1,3,6,4-Tiadiazaborepano, no 1,3,6,4-Tiadiazaboraepano
Oxatiafosfirano
1,2,4-Oxatiazinano, no 1,2,4-Oxatiazano

Si un heterociclo insaturado contiene un número impar de átomos en el anillo, para la identificación del átomo saturado, el nombre es precedido por una H cursiva con el localizador del átomo saturado:

1H-1,2-Diazol
1H-1,2,3-Triazol
2H-1,2,3-Triazol
1H-1,2,4-Triazol
4H-1,2,4-Triazol

## Heterociclos de Nitrógeno, Oxígeno y Azufre
|                          | Heterociclos saturados  | Heterociclos saturados  | Heterociclos saturados  | Heterociclos completamente insaturados | Heterociclos completamente insaturados | Heterociclos completamente insaturados | Heterociclos completamente insaturados |
| Heteroátomo              | Nitrógeno               | Oxígeno                 | Azufre                  | Nitrógeno                              | Oxígeno                                | Azufre                                 |                                        |
| Ciclos de 3 componentes  | Ciclos de 3 componentes | Ciclos de 3 componentes | Ciclos de 3 componentes | Ciclos de 3 componentes                | Ciclos de 3 componentes                | Ciclos de 3 componentes                |                                        |
| ------------------------ | ----------------------- | ----------------------- | ----------------------- | -------------------------------------- | -------------------------------------- | -------------------------------------- | -------------------------------------- |
| Nombre IUPAC             | Aziridina               | Oxirano                 | Tiirano                 | Azirina                                | Oxireno                                | Tiireno                                |                                        |
| Nombre común             | etilenamina             | óxido de etileno        | sulfuro de etileno      | -                                      | óxido de acetileno                     | sulfuro de acetileno                   |                                        |
| Estructura               |                         |                         |                         |                                        |                                        |                                        |                                        |
| Ciclos de 4 componentes  |                         |                         |                         |                                        |                                        |                                        |                                        |
| Nombre IUPAC             | Azetidina               | Oxetano                 | Tietano                 | Azeto                                  | Oxetonio                               | Tietonio                               |                                        |
| Estructura               |                         |                         |                         |                                        |                                        |                                        |                                        |
| Ciclos de 5 componentes  |                         |                         |                         |                                        |                                        |                                        |                                        |
| Nombre IUPAC             | Azolidina               | Oxolano                 | Tiolano                 | Azol                                   | Oxol                                   | Tiol                                   |                                        |
| Nombre común             | Pirrolidina             | Tetrahidrofurano        | Tetrahidrotiofeno       | Pirrol                                 | Furano                                 | Tiofeno                                |                                        |
| Estructura               |                         |                         |                         |                                        |                                        |                                        |                                        |
| Ciclos de 6 componentes  |                         |                         |                         |                                        |                                        |                                        |                                        |
| Nombre IUPAC             | Azinano                 | Oxano                   | Tiano                   | Azina                                  | Oxinio                                 | Tiinio                                 |                                        |
| Nombre común             | Piperidina              | Tetrahidropirano        | Tetrahidrotiopirano     | Piridina                               | Pirilio                                | Tiopirilio                             |                                        |
| Estructura               |                         |                         |                         |                                        |                                        |                                        |                                        |
| Ciclos de 7 componentes  |                         |                         |                         |                                        |                                        |                                        |                                        |
| Nombre IUPAC             | Azepano                 | Oxepano                 | Tiepano                 | Azepina                                | Oxepina                                | Tiepina                                |                                        |
| Estructura               |                         |                         |                         |                                        |                                        |                                        |                                        |
| Ciclos de 8 componentes  |                         |                         |                         |                                        |                                        |                                        |                                        |
| Nombre IUPAC             | Azocano                 | Oxocano                 | Tiocano                 | Azocina                                | Oxocinio                               | Tiocinio                               |                                        |
| Estructura               |                         |                         |                         |                                        |                                        |                                        |                                        |
| Ciclos de 9 componentes  |                         |                         |                         |                                        |                                        |                                        |                                        |
| Nombre IUPAC             | Azonano                 | Oxonano                 | Tionano                 | Azonina                                | Oxonina                                | Tionina                                |                                        |
| Estructura               |                         |                         |                         |                                        |                                        |                                        |                                        |
| Ciclos de 10 componentes |                         |                         |                         |                                        |                                        |                                        |                                        |
| Nombre IUPAC             | Azecano                 | Oxecano                 | Tiecano                 | Azecina                                | Oxecinio                               | Tiecinio                               |                                        |
| Estructura               |                         |                         |                         |                                        |                                        |                                        |                                        |